# Chien Wei-zang
Chien Wei-zang ou Qian Weichang (chinois simplifié : 钱伟长 ; chinois traditionnel : 錢偉長 ; pinyin : Qián Wěicháng) (9 octobre 1912 – 30 juillet 2010) est un physicien et mathématicien appliqué chinois, il est également membre de l'Académie chinoise des sciences et le président de l'Université de Shanghai.

## Carrière
Chien Wei-zang est né le 9 octobre 1912, dans le comté de Wuxi (province du Jiangsu), en Chine. Après avoir été diplômé de l'université Tsinghua en 1935, il entre à l'École d'études supérieures de l'université de Tsinghua et il devient stagiaire chercheur au National Central Research Institute sous la direction du professeur Wu Youxun. Il a obtenu son doctorat à l'Université de Toronto sous la supervision du professeur J. L. Synge en 1942, et a ensuite travaillé comme associé de recherche dans le Jet Propulsion Laboratory du California Institute of Technology (Caltech).
En 1946, Chien retourne en Chine et sert en tant que professeur à l'Université Tsinghua, à l'Université de Pékin et à l'Université Yanjing (en). Dans les années 1950, il est doyen des études et vice-président de l'Université Tsinghua, directeur adjoint de l'Institut de Mécanique de l'Académie chinoise des sciences (CAS), directeur de l'Institut d'Automatisation de la CAS, et membre du comité permanent de la Fédération nationale des sociétés scientifiques chinoises.
Au cours de la Campagne anti-droitiste, il est déterminé à être un « droitiste ».
En 1982, Chien est devenu président de la Shanghai University of Technology (en), qui a été fortement transformée après la consolidation de quatre établissements d'enseignement supérieur en 1994.
Il est mort à Shanghai le 30 juillet 2010,.

## Travaux
Chien est un spécialiste en mathématiques appliquées, en mécanique, en physique, en sciences de l'ingénieur et en traitement de l'information. Il est généralement reconnu comme l'un des pionniers et fondateurs des travaux entrepris par la mécanique moderne en Chine. Ses principales activités de recherche : la théorie intrinsèque des plaques et des coques, l'analyse des grandes déviations de minces plaques et coques, l'analyse des tuyaux ondulés, la mécanique de pénétration d'armures, les  méthodes de perturbation singulière, les principes variationnels et les principes variationnels généralisés, les méthodes d'éléments finis ainsi que les mesures de l'électricité atmosphérique, l'analyse spectrale des éléments des terres rares, la théorie du guide d'ondes, la théorie de la lubrification, le développement des batteries de  haute énergie, le macro-codage de Chien des caractères chinois, etc.
Le travail en commun avec J. L. Synge sur la théorie intrinsèque des plaques et des coques est considérée comme un élément classique pionnier en mécanique des solides et sa méthode d'approximations successives pour traiter le problème des grandes déviations est maintenant nommée « méthode de Chien ». Et il a lancé une méthode novatrice de perturbation singulière, la méthode des expansions composites.
Chien a publié un grand nombre de monographies et des centaines d'articles scientifiques. Il a également apporté de grandes contributions aux applications scientifiques de l'ingénierie, comme les vibrations d'avions, la conception des sous-marins, la pénétration d'armures, la conception d'instruments et de flûtes de pan.
Au début des années 1980, Chien a travaillé avec Zhou Youguang et Liu Zunqi (en) sur la création d'une édition en langue chinoise de l'Encyclopædia Britannica.
Au cours de sa présidence de l'Université de Shanghai (anciennement Shanghai University of Technology), Chien s'est consacré à la reconstruction de l'Université et à la réalisation de réformes de l'enseignement supérieur. Il a estimé que le rôle clé de l'enseignement supérieur est d'apporter d'excellentes nouvelles générations. À cette fin, il a mis l'accent sur l'élévation du niveau académique de l'Université et montre de grandes préoccupations pour la publication de revues académiques à l'Université.

## Prix et distinctions
Chien est académicien à l'Académie chinoise des sciences depuis 1954 et membre étranger de l'Académie polonaise des sciences depuis 1956.
En raison de son travail sur les problèmes de la grande déflation des plaques circulaires élastiques et les principes variationnels généralisés, il a remporté le National Science Prize (deuxième classe) à deux reprises, en 1965 et 1982.
Chien a été rédacteur en chef de la revue Applied Mathematics and Mechanics (en), membre du comité de rédaction des revues International Journal of Engineering Science (États-Unis), Advances in Applied Mechanics (États-Unis), Journal of Thin-walled Structure (Pays-Bas) et Journal of Finite Elements in Analysis and Design. Il a été vice-président du Comité National de la Conférence consultative politique du peuple chinois depuis 1987.
Chien a également servi en tant que président du comité de pilotage de la troisième conférence internationale sur la mécanique linéaire à Shanghai en 1998.